# Batteries Included
Batteries Included була компанією, що розробляла комп’ютерне програмне та апаратне забезпечення, розташована в районі Торонто. Вона розробила продукти для Apple II, сімейства 8-розрядних Atari, Atari ST, Commodore 64 і MS-DOS.  Компанія була найбільш відома у 1980-х роках своїм популярним текстовим процесором PaperClip, який був доступний для сімейства 8-розрядних Atari та Commodore 64. Batteries Included була придбана Electronic Arts у 1987 році.

## Історія
Batteries Included була заснована братами і сестрами Аланом Крофчіком, Роббі Крофчіком і Марсі Шварц у 1978 році як роздрібний магазин калькуляторів і персональних комп’ютерів.  Портативні електронні пристрої, які вони продавали, завжди рекламувалися як «батареї не входять», тому вони безкоштовно додали батареї та назвали себе Batteries Included.  Компанія почала розробляти власне програмне та апаратне забезпечення для комп’ютерів і стала багатогранною компанією з багатомільйонним капіталом, пробиваючись на міжнародний ринок комп’ютерного програмного забезпечення та аксесуарів.  Міхаель Райхманн приєднався до компанії в перші роки її діяльності і зрештою став її президентом у середині 1980-х років. 
Перший роздрібний магазин компанії було відкрито в Village by the Grange, (109 McCaul St, Toronto, ON). Пізніше головні офіси було перенесено на вулицю Мурал, 30 у Річмонд-Хілл, Онтаріо.  У компанії також був супутниковий офіс у Каліфорнії. На піку свого розвитку в BI працювало понад 60 людей. 
Bateries Included була придбана компанією Electronic Arts  у 1987 році, яка скасувала більшість своїх майбутніх проектів, але продовжувала продавати продукти під назвою Bateries Included.

## Продукти

### PaperClip
PaperClip, флагманський продукт компанії, вперше був випущений для Commodore PET у 1982 році, а пізніше для 8-розрядних систем сімейства Commodore 64 і Atari.  Текстовий процесор був розроблений Стівом Дугласом, який налагодив відносини з власниками Batteries Included Роббі та Аланом Крофчіками через роздрібний магазин.  PaperClip стала однією з найбільш продаваних програм для управління домом, досягнувши № 1 у чарті «Краще комп’ютерне програмне забезпечення Billboard» і провівши в чартах понад 70 тижнів. 
У 1986 році Bateries Included випустила PaperClip II для Commodore 128. 
PaperClip III був випущений Electronic Arts у 1987 році після придбання Bateries Included.  Пізніше Gold Disk випустив настільну видавничу програму PaperClip Publisher.

### HomePak
У 1984 році Batteries Included випустила інтегрований програмний пакет HomePak, який об’єднав текстовий процесор, базу даних і комунікаційні модулі в одній програмі.

### Список продуктів
- PaperClip – текстовий процесор
- PaperClip II – текстовий процесор
- Delphi's Oracle (пізніше The Consultant) – база даних [13]
- Bus Card – карта інтерфейсу IEEE [14]
- Bus Card II – плата інтерфейсу IEEE [15]
- HomePak – офісний пакет
- Карта дисплея BI-80 на 80 стовпців (лише для C64) [16]
- I*S Talk - повнофункціональна телекомунікаційна програма на основі GEM [17]
- Isgur Portfolio System - програма управління інвестиціями [18]
- BTS The Spreadsheet - програма для роботи з електронними таблицями [19]
- TimeLink - програма для електронного щоденника для планування та ведення записів
- I*S Time and Billing - професійна програма для офісного адміністрування
- B/GRAPH Elite - пакет для графіки/діаграми та статистичного аналізу

Для Atari ST:
- DEGAS – додаток для растрового малювання
- DEGAS Elite [20]
- Thunder! The writer's Assistant [20] - перевірка правопису [21]